# Eliteserien (Schach) 2008/09
Die Eliteserien 2008/09 war die dritte Spielzeit der norwegischen Eliteserien im Schach.
Norwegischer Mannschaftsmeister wurde der Moss Schakklub, der den Titelverteidiger Oslo Schakselskap auf den zweiten Platz verwies. Aus der 1. divisjon waren im Vorjahr die Trondheim Sjakkforening und das Tromsøer Team Bjørnsen aufgestiegen, die beide direkt wieder absteigen mussten.
Zu den gemeldeten Mannschaftskadern der teilnehmenden Vereine siehe Mannschaftskader der Eliteserien (Schach) 2008/09.

## Spieltermine
Die Wettkämpfe fanden statt am 7., 8. und 9. November 2008, 16., 17. und 18. Januar, 27., 28. und 29. März 2009. Alle Wettkämpfe wurden zentral in Oslo ausgerichtet.

## Saisonverlauf
Nachdem die Oslo Schakselskap schon frühzeitig durch zwei Niederlagen gegen Porsgrunn Team Buer und den Moss Schakklub in der Tabelle zurückfiel, lieferten sich Moss, Porsgrunn und der Bergens Schakklub einen Dreikampf um den Titel. Am Ende behielt Moss die Oberhand, während Porsgrunn und Bergen am Ende noch von Oslo auf die Plätze drei und vier verwiesen wurden. Die Entscheidung im Abstiegskampf fiel erst in der Schlussrunde, in der der Asker Schakklubb den rettenden achten Platz behauptete, während das Team Bjørnsen und die Trondheim Sjakkforening nicht den zum Klassenerhalt erforderlichen Sieg erreichten.

## Abschlusstabelle
| Pl. | Verein                      | Sp | G | U | V | MP   | Brett-P.  |
| --- | --------------------------- | -- | - | - | - | ---- | --------- |
| 01. | Moss Schakklub              | 9  | 6 | 3 | 0 | 15:3 | 33,5:20,5 |
| 02. | Oslo Schakselskap (M)       | 9  | 7 | 0 | 2 | 14:4 | 38,0:16,0 |
| 03. | Porsgrunn Team Buer         | 9  | 5 | 3 | 1 | 13:5 | 31,0:23,0 |
| 04. | Bergens Schakklub           | 9  | 4 | 4 | 1 | 12:6 | 30,0:24,0 |
| 05. | Schakklubben av 1911        | 9  | 4 | 3 | 2 | 11:7 | 32,5:21,5 |
| 06. | Akademisk Sjakklubb Oslo    | 9  | 4 | 0 | 5 | 8:10 | 27,5:26,5 |
| 07. | Oslo Vest                   | 9  | 3 | 1 | 5 | 7:11 | 23,0:31,0 |
| 08. | Asker Schakklubb            | 9  | 1 | 2 | 6 | 4:14 | 18,5:35,5 |
| 09. | Team Bjørnsen (N)           | 9  | 1 | 2 | 6 | 4:14 | 17,5:36,5 |
| 10. | Trondheim Sjakkforening (N) | 9  | 0 | 2 | 7 | 2:16 | 18,5:35,5 |

## Entscheidungen
|     | Norwegischer Meister: Moss Schakklub                                 |
|     | Absteiger in die 1. divisjon: Team Bjørnsen, Trondheim Sjakkforening |
| (M) | Meister der letzten Saison                                           |
| (N) | Aufsteiger der letzten Saison                                        |

## Kreuztabelle
| Ergebnisse | Ergebnisse               | 01. | 02. | 03. | 04. | 05. | 06. | 07. | 08. | 09. | 10. |
| ---------- | ------------------------ | --- | --- | --- | --- | --- | --- | --- | --- | --- | --- |
| 01.        | Moss Schakklub           |     | 3½  | 4   | 3   | 3   | 3½  | 4½  | 3½  | 5½  | 3   |
| 02.        | Oslo Schakselskap        | 2½  |     | 2½  | 4   | 4   | 4½  | 4½  | 5½  | 6   | 4½  |
| 03.        | Porsgrunn Team Buer      | 2   | 3½  |     | 3   | 3   | 4   | 4½  | 3   | 4   | 4   |
| 04.        | Bergens Schakklub        | 3   | 2   | 3   |     | 3   | 4   | 4   | 4½  | 3   | 3½  |
| 05.        | Schakklubben av 1911     | 3   | 2   | 3   | 3   |     | 4½  | 2½  | 5½  | 4   | 5   |
| 06.        | Akademisk Sjakklubb Oslo | 2½  | 1½  | 2   | 2   | 1½  |     | 4½  | 3½  | 5½  | 4½  |
| 07.        | Oslo Vest                | 1½  | 1½  | 1½  | 2   | 3½  | 1½  |     | 5   | 3   | 3½  |
| 08.        | Asker Schakklubb         | 2½  | ½   | 3   | 1½  | ½   | 2½  | 1   |     | 4   | 3   |
| 09.        | Team Bjørnsen            | ½   | 0   | 2   | 3   | 2   | ½   | 3   | 2   |     | 4½  |
| 10.        | Trondheim Sjakkforening  | 3   | 1½  | 2   | 2½  | 1   | 1½  | 2½  | 3   | 1½  |     |

## Die Meistermannschaft
| 1.            | Moss Schakklub |
| Schachfiguren | Frode Elsness, Normunds Miezis, Aloyzas Kveinys, Joachim Thomassen, Espen Forså, Petter Haugli, Anders Gjerdum Hagen, Gunnar Stray. |